# La Victoria (Córdova)
La Victoria é um município da Espanha na província de Córdova, comunidade autónoma da Andaluzia. Tem 20 km² de área e em 2021 tinha 2 336 habitantes (densidade: 116,8 hab./km²).

## Demografia
| Variação demográfica do município entre 1991 e 2004 | Variação demográfica do município entre 1991 e 2004 | Variação demográfica do município entre 1991 e 2004 | Variação demográfica do município entre 1991 e 2004 |
| --------------------------------------------------- | --------------------------------------------------- | --------------------------------------------------- | --------------------------------------------------- |
| 1991                                                | 1996                                                | 2001                                                | 2004                                                |
| 1721                                                | 1781                                                | 1758                                                | 1802                                                |